# Дурсуноглу, Сейфи
Сейфи Дурсуноглу (тур. Seyfi Dursunoğlu, 1 октября 1932 — 17 июля 2020) — турецкий артист, комедиант, певец и ведущий ТВ-программ. Наиболее известен благодаря своему образу Мрачной Старой Девы (тур. Huysuz Virjin). Выступал с 1970-х до конца 2000-х годов.

## Биография
Родился в 1932 году в Трабзоне в религиозной семье. Вскоре после этого вместе с родителями переехал в Стамбул. Там учился в военно-морском лицее, но вскоре перешёл в лицей Хайдарпаша. После этого поступил в университет. Там изучал английский язык и литературу, но в связи с тяжёлым финансовым положением вынужден был оставить учёбу.
Отслужив в армии начал работу в сфере социального обеспечения. Проработав там 18 лет, Дурсуноглу уволился. После этого он создал образ комедийного персонажа — Мрачной Старой Девы — женщины в возрасте, выделявшейся острым умом, мрачностью и особым чувством юмора, и начал выступления. Сперва он выступал в небольших клубах, но по мере роста популярности уровень заведений, в которых он выступал, также рос. Он ежегодно выступал на Измирской ярмарке. Настоящим прорывом для Дурсуноглу стало выступление в программе Озтюрка Серенгиля на канале TRT.
После этого он вёл собственные ТВ-шоу, выпустил несколько музыкальных альбомов, входил в состав жюри музыкальных конкурсов. В 2007 году, сославшись на давление со стороны Высшего совета по радио и телевидению, прекратил выступления в образе Мрачной Старой Девы. Впрочем, он снова вернулся к этому образу в 2012 году, когда начал вести на канале Show TV ТВ-шоу «Huysuz’la Dans Eder misin?».
17 июля 2020 года умер в Стамбуле от пневмонии, развившейся на фоне хронической обструктивной болезни лёгких.